# Osservatorio astronomico di La Sagra
L'osservatorio astronomico di La Sagra è un osservatorio astronomico ottico privato situato a Puebla de Don Fadrique, Granada, in Spagna. La gestione scientifica dipende dall'Istituto di Astrofisica dell'Andalusia (IAA); la struttura è stata inaugurata il 14 giugno del 2004 a seguito di un accordo di collaborazione tra l'IAA e l'osservatorio astronomico di Maiorca (OAM). Le osservazioni sono ristrette ai corpi del sistema solare.

## Locazione e strumenti
Situato a 1500 metri sul livello del mare, dista 15 km dal comune di Puebla de Don Fadrique, in Andalusia, confinante con la comunità di Murcia. Collocato in un contesto naturale a scarso inquinamento luminoso con ambiente secco, pur non dotato di equipaggiamenti di primo piano per l'astronomia moderna è sede di fervide attività di ricerca e monitoraggio dei corpi minori del sistema solare. La struttura è costituita da quattro cupole che ospitano telescopi riflettori robotici ad inseguimento da 30, 40 e 45 cm di diametro. Il monitoraggio è effettuato tramite controllo remoto dall'osservatorio di Maiorca, limitando gli accessi in loco ai soli interventi di gestione e manutenzione architetturale e logistica.

## Ricerca e risultati scientifici
Presso l'osservatorio è stato avviato il programma di ricerca La Sagra Sky Survey (LSSS) finalizzato allo studio di oggetti NEO. Tra i risultati di maggior rilievo si evidenziano la scoperta dell'asteroide Apollo 367943 Duende, il tracciamento di 2008 TC3 prima che cadesse in Sudan. Complessivamente si contano quattro comete scoperte e circa trenta asteroidi la cui attribuzione registrata dall'IAU è intestata all'osservatorio di Maiorca.